# 中野勝郎
中野 勝郎（なかの かつろう、1958年 - ）は、日本の政治学者。専門はアメリカ政治史。法政大学法学部教授。法学博士（東京大学）。

## 人物・経歴
鹿児島県生まれ。1982年立教大学法学部卒業。1989年東京大学大学院法学政治学研究科単位取得退学。1991年東京大学より法学博士。
1987年立教大学法学部助手、1989年日本学術振興会特別研究員、1991年放送大学教養学部助教授、1994年北海道大学法学部助教授、1998年同教授を経て、2000年から、法政大学法学部教授。

## 著書

### 単著
- 『アメリカ連邦体制の確立――ハミルトンと共和政』（東京大学出版会, 1993年）

### 共著
- （阿部齊）『政治学入門』（放送大学教育振興会, 1992年）
- （阿部齊）『アメリカの政治』（放送大学教育振興会, 1993年）

### 編著
- 『市民社会と立憲主義』（法政大学出版局, 2012年）
- 『境界線の法と政治』(法政大学出版局, 2016年)

### 訳書
- A・ハミルトン, J・ジェイ, J・マディソン『ザ・フェデラリスト』（岩波書店［岩波文庫］, 1999年, 斎藤眞と共訳）
- ブライアン・R・ミッチェル編『南北アメリカ歴史統計――1750-1993』（東洋書林, 2001年）
- ピーター・シンガー『「正義」の倫理――ジョージ・W・ブッシュの善と悪』（昭和堂, 2004年）
- ジェイムズ・クロッペンバーグ『オバマを読む――アメリカ政治思想の文脈』（岩波書店, 2012年, 古矢旬と共訳）
- ゴードン・Ｓ・ウッド『アメリカ独立革命』（岩波書店, 2016年）